# Quirk Books
Quirk Books je americké nezávislé knižní nakladatelství se sídlem ve Filadelfii.

## Historie
Quirk Books bylo založeno v roce 2002 Davidem Borgenichtem, spoluautorem série Jak přežít. Quirk Books vydává 25 knih napříč žánry ročně.

## Publikace
V roce 2009 společnost vydala knihu Pýcha a Předsudek a Zombies, která se udržela na žebříčku bestsellerů sestaveném denníkem The New York Times po více než 50 týdnů. Kniha Pýcha a Předsudek a Zombies má v současné době[kdy?] více než jeden milion výtisků a byla přeložena do 25 jazyků. Rozum a Cit a Mořské Příšery je titul navazující na knihu Pýcha a Předsudek a Zombies. Tento titul se podle The New York Times stal bestsellerem v září 2009. 
V roce 2011 se na žebříčku bestsellerů The New York Times držela déle než 60 týdnů kniha Ransoma Riggse Sirotčinec slečny Peregrinové pro podivné děti. V lednu 2014 vydalo nakladatelství pokračování Prázdné město, které bylo následováno třetí knihou série s titulem Knihovna duší v září 2014.
Quirk vydalo bestseller William Shakespeare's Star Wars od Iana Doeschera v roce 2013. Pokračování William Shakespeare’s The Empire Striketh Back Star Wars Part the Fifth bylo vydáno v roce 2014. Třetí kniha, William Shakespeare's The Jedi Doth Return, byla vydána v roce 2014.